# Acraea oppidia
Acraea oppidia är en fjärilsart som beskrevs av William Chapman Hewitson 1874. Acraea oppidia ingår i släktet Acraea och familjen praktfjärilar. Inga underarter finns listade i Catalogue of Life.